# Santa Maria Regina degli Apostoli alla Montagnola

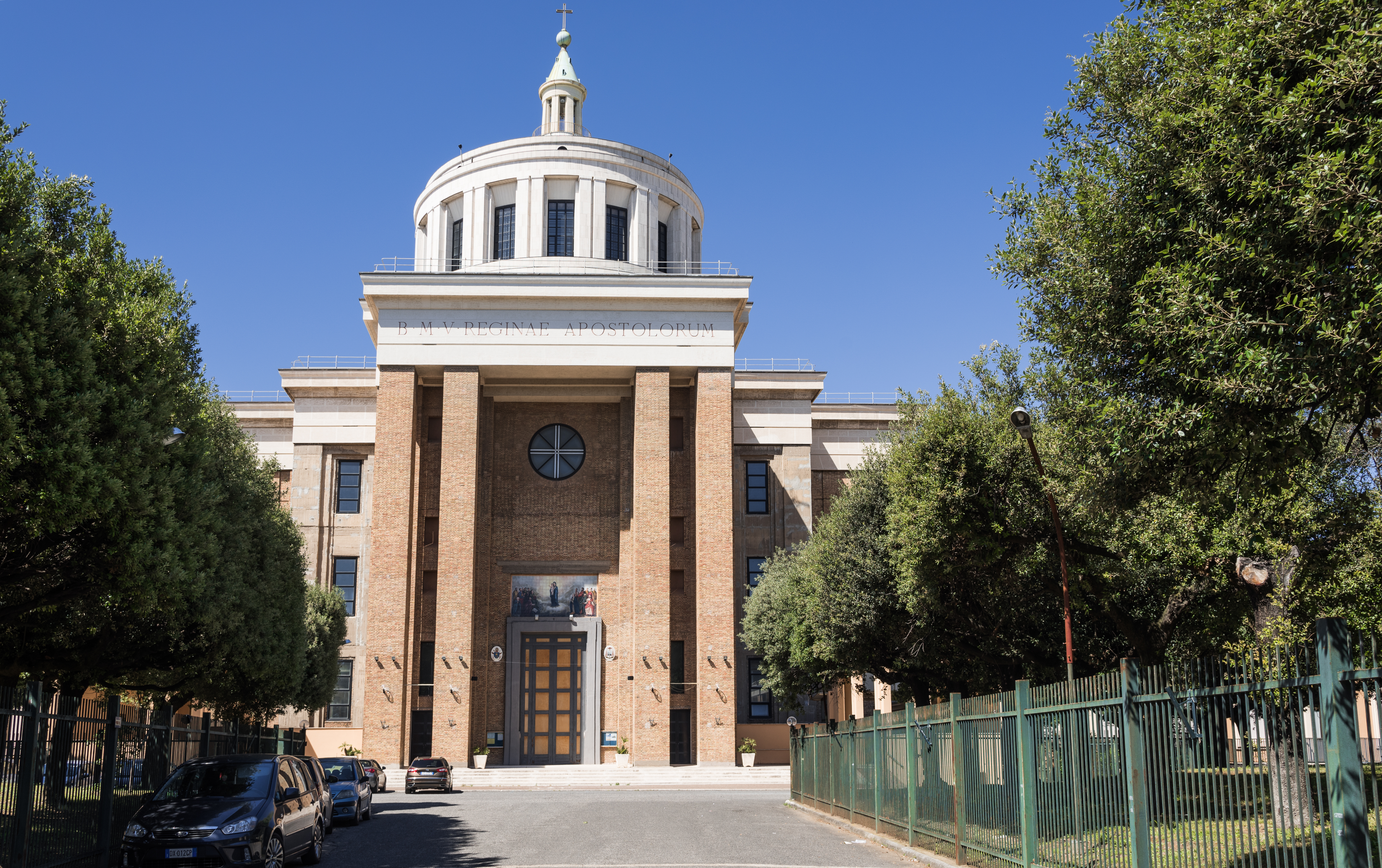
Vista da fachada.

Santa Maria Regina degli Apostoli alla Montagnola é uma igreja titular e basílica menor localizada na Via Antonino Pio, 75, no quartiere Ostiense de Roma. É dedicada a Nossa Senhora sob o título de Rainha dos Apóstolos. O cardeal-presbítero protetor do título cardinalício de Rainha dos Apóstolos é John Tong Hon, bispo de Hong Kong.

## História
Esta igreja, construída ex-voto ("por força de uma promessa") entre 1945 e novembro de 1954, data de sua consagração, no local onde uma bomba caiu sem ter provocado vítimas durante os bombardeios de Roma durante a Segunda Guerra Mundial, é um santuário fundado pelo beato Giacomo Alberione e serve de igreja mãe da Pia Sociedade de São Paulo (Istituto Paolino). De inspiração barroca, é um projeto do arquiteto Leone Favini. 
Desde 1965 é sede do título cardinalício de Rainha dos Apóstolos (em italiano:  Regina Apostolorum), mas somente em 26 de outubro de 1976 foi elevada a sede de uma paróquia através do decreto "Pastorali Munere" do cardeal-vigário Ugo Poletti. Em abril de 1984 recebeu a dignidade de basílica menor.

## Descrição
Santa Maria é uma das maiores igrejas modernas de Roma em termos de volume (e não de metragem), principalmente porque a altura do edifício é quase tão grande quanto sua largura. Ela foi construída numa planta em cruz grega modificada superposta a um quadrado menor. Os braços do transepto são mais curtos e o braço do presbitério é um pouco mais longo e o da nave, um pouco mais ainda. Acima está uma grande cúpula assentada num tambor telescópico em concreto pintado de branco com cinco andares cilíndricos de alturas diferentes e de diâmetro decrescente.
A fachada é imponente porque o comprimento adicional deste braço da cruz da planta é ocupado por um propileu aberto da altura do edifício. De design simples, com dois pares de gigantescas colunas de tijolos sem decoração flanqueando o portal de entrada e sustentando uma extensão do entablamento que corre à volta da linha do teto da igreja. Porém, o propileu se distingue por ser ligeiramente mais estreito que a fachada atrás dele. No entablamento está a inscrição "B. V. M. Reginae Apostolorum".
Entre cada par de pilares está uma pequena porta de entrada. A porta principal é enorme e com três molduras aninhadas em cinza escuro à volta, sendo a mais interior decorada com retângulos amarelos. Acima está um painel recuado retangular com um afresco dos Apóstolos venerando a Virgem e o Menino; sobre ele está uma janela redonda. 
A fachada é precedida por uma avenida de árvores ligando o portão da rua até a entrada.
No interior, a igreja tem três níveis: uma sub-cripta, uma cripta e a igreja propriamente dita. Toda a decoração (mosaicos, afrescos e esculturas) são baseadas em cenas da Vida de Maria segundo o desejo de Alberione. Uma série de afrescos é obra de A. G. Santagata. O órgão de tubos é de 1911.
Na sub-cripta estão os túmulos de Giacomo Alberione, da venerável Tecla Merlo (considerada a grande madre da Pia Sociedade Filhas de São Paulo) e do beato Giuseppe Timoteo Giaccardo (um dos grandes proponentes dos Pios Discípulos do Divino Mestre).